# Shorttrack op de Olympische Winterspelen 1998
Shorttrack is een van de sporten die beoefend werden tijdens de Olympische Winterspelen 1998 in Nagano.

## Mannen

### 500 meter
| Rang   | Sporter(s)         | Land | Tijd     |
| ------ | ------------------ | ---- | -------- |
|        | A-Finale           |      |          |
| Goud   | Takafumi Nishitani | JPN  | 42.862   |
| Zilver | An Yulong          | CHN  | 43.022   |
| Brons  | Hitoshi Uematsu    | JPN  | 43.713   |
| 4      | Marc Gagnon        | CAN  | 1:15.605 |
|        | B-Finale           |      |          |
| 5      | Chae Ji-hoon       | KOR  | 42.832   |
| 6      | Dave Versteeg      | NED  | 42.933   |
| 7      | Andrew Gabel       | USA  | 43.072   |
| 8      | Kim Dong-sung      | KOR  | 43.090   |

### 1000 meter
| Rang   | Sporter(s)     | Land | Tijd      |
| ------ | -------------- | ---- | --------- |
|        | A-Finale       |      |           |
| Goud   | Kim Dong-sung  | KOR  | 1:32.375  |
| Zilver | Li Jiajun      | CHN  | 1:32.428  |
| Brons  | Éric Bédard    | CAN  | 1:32.661  |
| 4      | Andrew Gabel   | USA  | 1:33.518  |
|        | B-Finale       |      |           |
| 5      | Naoya Tamura   | JPN  | 1:32.927  |
| 6      | Fabio Carta    | ITA  | 1:33.015  |
| 7      | Lee Jun-hwan   | KOR  | 1:33.131  |
| 8      | Matthew Jasper | GBR  | 1:34.285  |
|        |                |      |           |
| 20     | Dave Versteeg  | NED  | voorronde |

### 5000 meter aflossing
| Rang   | Sporter(s)                                                                       | Land | Tijd        |
| ------ | -------------------------------------------------------------------------------- | ---- | ----------- |
|        | A-Finale                                                                         |      |             |
| Goud   | Éric Bédard Derrick Campbell François Drolet Marc Gagnon                         | CAN  | 7:06.075    |
| Zilver | Chae Ji-hoon Lee Jun-hwan Lee Ho-eung Kim Dong-sung                              | KOR  | 7:06.776    |
| Brons  | Li Jiajun Feng Kai Yuan Ye An Yulong                                             | CHN  | 7:11.559    |
| 4      | Michele Antonioli Maurizio Carnino Fabio Carta Diego Cattani Nicola Franceschini | ITA  | 7:15.212    |
|        | B-Finale                                                                         |      |             |
| 5      | Takehiro Kodera Yugo Shinohara Naoya Tamura Satoru Terao                         | JPN  | OR 7:01.660 |
| 6      | Eric Flaim Andrew Gabel Thomas O'Hare Rusty Smith                                | USA  | 7:02.014    |
| 7      | David Allardice Nicholas Gooch Matthew Jasper Robert Mitchell Matthew Rowe       | GBR  | 7:06.462    |
| 8      | Steven Bradbury Richard Goerlitz Kieran Hansen Richard Nizielski                 | AUS  | 7:15.907    |

## Vrouwen

### 500 meter
| Rang   | Sporter(s)          | Land | Tijd      |
| ------ | ------------------- | ---- | --------- |
|        | A-Finale            |      |           |
| Goud   | Annie Perreault     | CAN  | 46.568    |
| Zilver | Yang Yang (S)       | CHN  | 46.627    |
| 7      | Isabelle Charest    | CAN  | DQ        |
| 8      | Wang Chunlu         | CHN  | DNF       |
|        | B-Finale            |      |           |
| Brons  | Chun Lee-kyung      | KOR  | 46.335    |
| 4      | Choi Min-kyung      | KOR  | 46.504    |
| 5      | Mara Urbani         | ITA  | 46.687    |
| 6      | Ikue Teshigawara    | JPN  | 46.889    |
|        |                     |      |           |
| 23     | Melanie de Lange    | NED  | voorronde |
| 24     | Ellen Wiegers       | NED  | voorronde |
| 26     | Anke Jannie Landman | NED  | voorronde |

### 1000 meter
| Rang   | Sporter(s)          | Land | Tijd        |
| ------ | ------------------- | ---- | ----------- |
|        | A-Finale            |      |             |
| Goud   | Chun Lee-kyung      | KOR  | 1:42.776    |
| Zilver | Yang Yang (S)       | CHN  | 1:43.343    |
| Brons  | Won Hye-kyung       | KOR  | 1:43.361    |
| 8      | Yang Yang (A)       | CHN  | DQ          |
|        | B-Finale            |      |             |
| 4      | Amy Peterson        | USA  | 1:37.348    |
| 5      | Ikue Teshigawara    | JPN  | 1:37.693    |
| 6      | Kim Yoon-mi         | KOR  | 1:37.777    |
| 7      | Isabelle Charest    | CAN  | 1:37.813    |
|        |                     |      |             |
| 9      | Ellen Wiegers       | NED  | kwartfinale |
| 12     | Anke Jannie Landman | NED  | kwartfinale |
|        | Melanie de Lange    | NED  | DNS         |

### 3000 meter aflossing
| Rang   | Sporter(s)                                                           | Land | Tijd        |
| ------ | -------------------------------------------------------------------- | ---- | ----------- |
|        | A-Finale                                                             |      |             |
| Goud   | Chun Lee-kyung Won Hye-kyung An Sang-mi Kim Yoon-mi                  | KOR  | WR 4:16.260 |
| Zilver | Yang Yang (A) Yang Yang (S) Wang Chunlu Sun Dandan                   | CHN  | 4:16.383    |
| Brons  | Christine Boudrias Isabelle Charest Annie Perreault Tania Vicent     | CAN  | 4:21.205    |
| 4      | Sachi Ozawa Chikage Tanaka Ikue Teshigawara Nobuko Yamada            | JPN  | 4:30.612    |
|        | B-Finale                                                             |      |             |
| 5      | Erin Gleason Caroline Hallisey Amy Peterson Erin Porter Cathy Turner | USA  | 4:26.253    |
| 6      | Maureen de Lange Melanie de Lange Anke Jannie Landman Ellen Wiegers  | NED  | 4:26.592    |
| 7      | Han Ryon Hui Ho Jong Hae Hwang Ok Sil Jong Ok Myong                  | PRK  | 4:27.030    |
| 8      | Susanne Busch Anne Eckner Yvonne Kunze Katrin Weber                  | GER  | 4:37.110    |

## Medaillespiegel
| Plaats | Land       | NOC    | Goud | Zilver | Brons | Totaal |
| ------ | ---------- | ------ | ---- | ------ | ----- | ------ |
| 1      | Zuid-Korea | KOR    | 3    | 1      | 2     | 6      |
| 2      | Canada     | CAN    | 2    | 0      | 2     | 4      |
| 3      | Japan      | JPN    | 1    | 0      | 1     | 2      |
| 4      | China      | CHN    | 0    | 5      | 1     | 6      |
| Totaal | Totaal     | Totaal | 6    | 6      | 6     | 18     |